# اسکی نوردیک

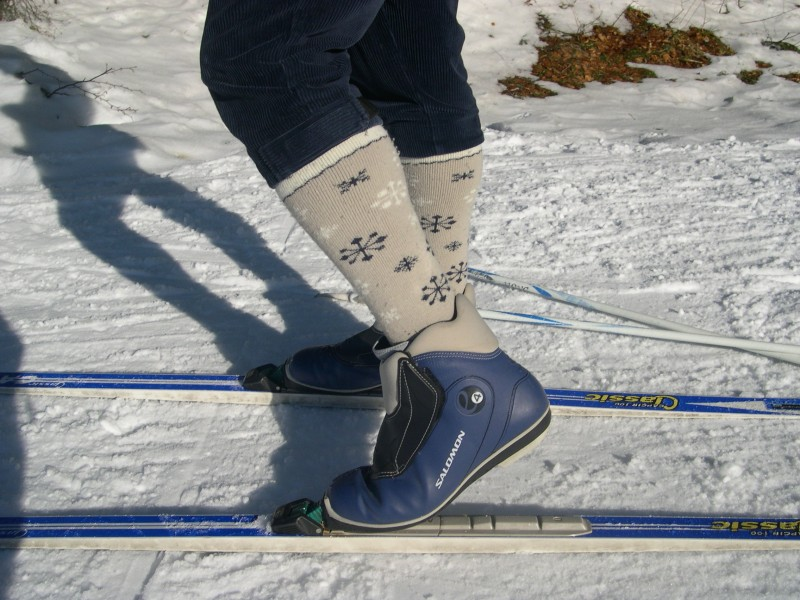
گونه‌ای کفش و چوب اسکی ویژه اسکی صحرانوردی

اسکی نوردیک به گروهی از ورزش‌های اسکی گفته می‌شود که در آن‌ها پای اسکی‌باز فقط از جلو به چوب اسکی محکم شده و، بر خلاف اسکی آلپاین، می‌تواند پاشنه پا را بالا بیاورد.
نام این گونه از ورزش‌ها به کشورهای شمال اروپا اشاره دارد که خاستگاه اسکی بوده‌اند.
اسکی صحرانوردی، اسکی تلمارک و پرش با اسکی از رشته‌های اسکی شمالی است که مسابقه آن‌ها در المپیک‌های زمستانی برگزار می‌شود.